# George Merritt
George Merritt (10 de dezembro de 1890 – 27 de setembro de 1977) foi um ator de televisão e cinema britânico.

## Filmografia selecionada
- The W Plan (1930)
- The Lodger (1932)
- I Was a Spy (1933)
- The Ghost Camera (1933)
- Crime on the Hill (1933)
- The Silver Spoon (1934)
- Drake of England (1935)
- Me and Marlborough (1935)
- Educated Evans (1936)